# Trzęsienie ziemi w Dwin
Trzęsienie ziemi w Dwin – trzęsienie ziemi w Armenii w 893 roku, które pochłonęło ok. 30 000 ofiar.

## Trzęsienie ziemi
W dniu 28 grudnia 893 roku w Dwin w Armenii doszło do trzęsienia ziemi o sile 6 stopni skali Richtera. Na skutek wstrząsów większość budynków zostało zniszczonych w tym pałac uległ zawaleniu wystąpiły również osuwiska. Trzęsienie ziemi zrujnowało miasta obronne. Na skutek kataklizmu zginęło od 10 000 do 180 000 osób, w zależności od źródeł.